# Anzia minor
Anzia minor är en lavart som beskrevs av Yoshim. Anzia minor ingår i släktet Anzia och familjen Parmeliaceae.   Inga underarter finns listade i Catalogue of Life.